# Dizionario della lingua russa

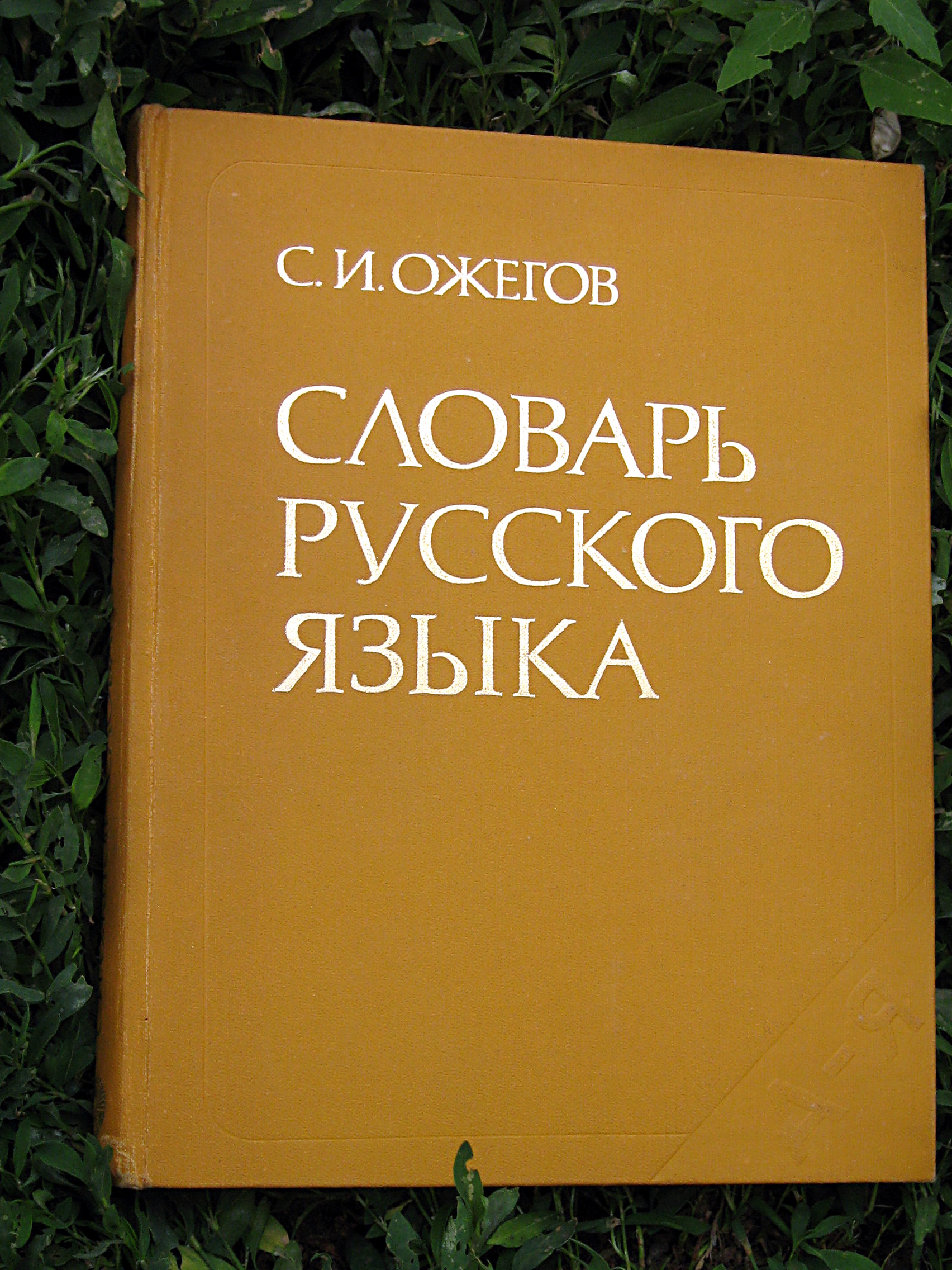
Dizionario di lingua russa di Ožegov.

Il Dizionario della lingua russa (in russo Слова́рь ру́сского языка́?, Slovar' russkogo jazyka) è un dizionario di lingua russa realizzato nel 1949 dal linguista sovietico Sergej Ivanovič Ožegov. La prima edizione conteneva 57.000 parole. La nona edizione (1972) fu arricchita da Natalija Jul'evna Švedova, che portò con la ventunesima edizione del 1990 il dizionario a contenere 70.000 parole. Dal 1992 il dizionario viene pubblicato con i nomi di entrambi gli autori.

## Edizioni
L'immediato predecessore di questo dizionario fu il Dizionario esplicativo della lingua russa Ušakov pubblicato dall'accademico Dmitrij Ušakov (1873–1942). L'ultimo, 4° volume di questa edizione fu firmato per la stampa il 3 dicembre 1940 – sei mesi prima che cominciasse la Grande Guerra Patriottica dell'Unione Sovietica contro la Germania nazista. Il 17 aprile 1942 Ušakov morì a Tashkent dov'era sfollato da Mosca. I doveri e le responsabilità editoriali per la successiva pubblicazione di un dizionario esplicativo passarono al professor Sergej Ivanovič Ožegov (1900–1964), uno dei co-editori del dizionario di Ušakov.
Data la grave carenza di risorse materiali dopo la guerra e il perseguimento dell'obiettivo di accelerare il rilascio di un nuovo dizionario, fu deciso di ridurne l'ambito di 4 volte, limitandolo a un unico volume. Allo stesso tempo, anche la composizione del vocabolario fu drasticamente modificata, riflettendo i cambiamenti nel linguaggio avvenuti nell'ultimo decennio (il primo volume del dizionario Ušakov fu firmato per la stampa nel 1935).
La compilazione del nuovo dizionario fu terminata nel 1949. Questa prima edizione del Dizionario di Ožegov conteneva circa 57.000 parole. L'autore corresse e aggiornò personalmente la seconda edizione (1952) e la quarta edizione (1960). Prima che Ožegov morisse (1964), furono stampate la 5ª e 6ª edizione.
Dalla nona edizione (1972) l'accademica Natalija Švedova (1916–2009) fu nominata direttrice. Ella apportò miglioramenti alla 13ª (1981) e alla 16ª edizione (1984). Nel 1992 venne pubblicato il dizionario con i nomi di due autori, Ožegov e Švedova. La quarta edizione del dizionario Ožegov – Švedova fu stampata nel 1997, integrata con 3.000 nuove voci.